# H-12 (1963)
H-12 – polski holownik z okresu zimnej wojny, jedna z trzech zbudowanych jednostek projektu B65. Okręt został zwodowany 30 czerwca 1963 roku w Stoczni Północnej im. Bohaterów Westerplatte w Gdańsku i wszedł w skład Marynarki Wojennej 3 stycznia 1964 roku. Jednostka została skreślona z listy floty po blisko 40-letnim czasie użytkowania w dniu 3 kwietnia 2003 roku.

## Projekt i budowa
Powstanie holowników projektu B65 związane było z zapotrzebowaniem Marynarki Wojennej na silne jednostki holowniczo-ratownicze, mogące działać w warunkach zalodzenia. Prace nad nowym typem holownika rozpoczęły się w gdańskim Centralnym Biurze Konstrukcji Okrętowych nr 1 (CKBO-1) na początku lat 60. XX wieku. Z założenia jednostki przeznaczone były do holowania okrętów MW, udziału w akcjach ratowniczo-gaśniczych oraz wykonywania przejść na skutych lodem akwenach.
H-12 został zamówiony i zbudowany w Stoczni Północnej w Gdańsku (numer budowy B65/1). Stępkę okrętu położono 12 lutego 1962 roku, a zwodowany został 30 czerwca 1963 roku.

## Dane taktyczno-techniczne
Okręt był holownikiem o długości całkowitej 31,85 metra (28,64 metra między pionami), szerokości maksymalnej 8,7 metra i zanurzeniu średnim 3,52 metra. Wysokość boczna wynosiła 4,37 metra. Wyporność standardowa wynosiła 390 ton, a pełna 440 ton. Siłownię jednostki stanowił silnik wysokoprężny Zgoda-Sulzer 5TD48 o mocy 1100 kW (1500 KM), napędzający poprzez linię wałów pojedynczą śrubę napędową. Prędkość maksymalna okrętu wynosiła 13 węzłów, a zasięg wynosił 1500 Mm przy prędkości 12 węzłów. Holownik zabierał na pokład 42,5 tony paliwa, 9,8 tony oleju oraz 7,68 tony wody słodkiej. Uciąg na palu miał wartość 15 Ton.
Wykonany ze stali kadłub jednostki został na dziobie odpowiednio wyprofilowany i wzmocniony w celu kruszenia lodu o grubości do 50 centymetrów. Podzielony był na następujące przedziały: skrajnik dziobowy, trzy sześcioosobowe pomieszczenia mieszkalne, siłownia, dwuosobowe pomieszczenie mieszkalne, jednoosobowe pomieszczenie mieszkalne, ładownia, magazyn oraz skrajnik rufowy z maszyną sterową. W najniższym poziomie kadłuba mieściły się zbiorniki paliwa i balastu. W umieszczonej na pokładzie nadbudówce znajdowały się: pomieszczenie dowódcy okrętu, kuchnia i jadalnia, blok sanitarny, pomieszczenie pomocniczego kotła parowego, magazyn oraz szyb maszynowy (na dolnej kondygnacji). Na pokładzie nawigacyjnym nadbudówki znajdowało się główne stanowisko dowodzenia, kabina nawigacyjna, kabina radiowa oraz szyb maszynowy przechodzący w komin. Na szczycie (pokładzie namiarowym) znajdował się maszt oraz działko wodno-pianowe. Za tylną ścianą nadbudówki na pokładzie głównym umieszczony był specjalny hak holowniczy, a za kominem znajdowała się łódź okrętowa z żurawikiem. Jednostka wyposażona była w radar nawigacyjny SRN.
Załoga holownika składała się z 22 osób.

## Służba
H-12 został przekazany Marynarki Wojennej 24 grudnia 1963 roku, a podniesienie bandery odbyło się 3 stycznia 1964 roku. Holownik został wcielony do 45. Dywizjonu Pomocniczych Jednostek Pływających w Gdyni. 17 stycznia 1979 roku H-12 wraz z bliźniaczym H-19 brał udział w akcji uwalniania uwięzionych w zatorze lodowym polskich statków „Stanisław Wyspiański” i „Władysław Broniewski”. W latach 80. holownik został przeniesiony na Hel, wchodząc w skład tamtejszego 43. Dywizjonu Pomocniczych Jednostek Pływających. W dniach 4–26 maja 1983 roku okręt wziął udział w wielkich ćwiczeniach sił Marynarki Wojennej o kryptonimie Reda-83. W dniach od 23 do 28 maja 1999 roku H-12 wziął udział w ćwiczeniach MW o kryptonimie „Pirania ’99”. H-12 został wycofany ze służby 31 marca 2003 roku, po blisko 40-letnim okresie intensywnej eksploatacji, a po raz ostatni banderę opuszczono 3 kwietnia 2003 roku w Porcie Wojennym w Helu. Okręt trafił do Agencji Mienia Wojskowego, która 25 lipca 2003 roku wystawiła go w przetargu na sprzedaż za kwotę 130 000 złotych. Wobec braku ofert H-12 został wystawiony na drugim przetargu w dniu 27 sierpnia 2003 roku, a następnie 2 października tego roku (za trzecim razem cena wywoławcza wynosiła 100 000 zł).